# Walter Long (2e vicomte Long)
Walter Francis David Long (14 septembre 1911 - 23 septembre 1944), 2e vicomte Long (en), est un homme politique britannique.

## Biographie
Il est membre de la Chambre des lords de 1932 à 1944.

## Source de la traduction
- (en) Cet article est partiellement ou en totalité issu de l’article de Wikipédia en anglais intitulé « Walter Long, 2nd Viscount Long » (voir la liste des auteurs).